# 伍韻婷
伍韻婷（英語：Juliana Ng Wan Ting，1994年2月18日—），香港女主持，曾為《2021年度香港小姐競選》廿強佳麗，現為無綫電視經理人合約藝員。2022年6月加入J2台，是23位 J2ers 之一。

## 簡歷
伍韻婷於美國波士頓出生，有一名弟弟，從小已獨立生活和定居昆西市，2008至2012年曾就讀北昆西高中，2012至2016年則分別修讀馬薩諸塞大學阿默斯特分校雙學士（中國語言文學、公司金融學）與香港中文大學金融學課程；在校期間曾加入女生團體「UMass Kappa Phi Lambda」，以及擔任 TRCo Marketing 金融行政助理、目標百貨店長。大學畢業後，她到桑坦德銀行任職招聘協調員（人力資源），2019年受高中時母親因癌早逝影響而回香港發展，於美國最大家電商 Wayfair 從事金融分析師工作。
2021年5月，伍韻婷在朋友不斷鼓勵下報名參加《2021年度香港小姐競選》，雖只入圍廿強，但獲無綫電視簽為經理人合約藝員。2022年6月，她獲J2台創意總監鄭詩君選為23位 J2ers 之一，主要拍攝J2綜藝及資訊娛樂節目。

## 演出

### 電視節目（無綫電視）
- 2021年：《2021年度香港小姐競選》 - 參選者
  - 《不能只有我看到的 便利店追女神食譜》 - 嘉賓
- 2022年：《陀地外國人》 - 主持
  - 《關注關注組》 - 主持
  - 《開卷[[[Wikipedia:格式手册/链接#章節|錨點失效]]]》 - 主持
  - 《思家大戰》 - 嘉賓[12]
  - 《通靈之王》 - 主持
  - 《開心無敵獎門人》 - 嘉賓[13]
- 2023年：《趁而家去台灣偷食...譜！2》 - 主持
  - 《至尚生活》 - 主持
  - 《趁而家去大馬偷食...譜！》 - 主持
  - 《唔滾唔知有料到》 - 主持
- 2024年：《福祿壽訓練學院》 - 學員「中女西面」
  - 《怪宿宿》 - 主持
  - 《瞬間直擊半小時》 - 主持

## 獎項與提名
- 2023年：《萬千星輝頒獎典禮2022》 - 最佳女主持（《通靈之王》）【提名】

## 外部連結
- 伍韻婷的Instagram帳戶